# Saint-Rémy (Aveyron)
 Saint-Rémy  (en occitano Sent Remèsi) es una población y comuna francesa, situada en la región de Mediodía-Pirineos, departamento de Aveyron, en el distrito de Villefranche-de-Rouergue y cantón de Villeneuve.

## Demografía
| 217 | 176 | 185 | 243 | 296 | 297 |
| Para los censos de 1962 a 1999 la población legal corresponde a la población sin duplicidades (Fuente: INSEE [Consultar]) |     |     |     |     |     |